# Lanțul muntos de coastă sirian
Lanțul muntos de coastă sirian (în arabă سلسلة الجبال الساحلية Silsilat al-Jibālas-Sāḥilīyah) este un lanț muntos din nord-vestul Siriei care se desfășoară în nord-sud, paralel cu câmpia de coastă. Munții au o lățime medie de 32 kilometri (20 mi), iar altitudinea lor medie de vârf este puțin peste 1.200 metri (3.900 ft) cu cel mai înalt vârf, Nabi Yunis, ajungând la 1.562 metri (5.125 ft), la est de Latakia. În nord, înălțimea medie scade la 900 metri (3.000 ft), iar în sud la 600 metri (2.000 ft).

## Geografie
Pantele vestice captează vânturi încărcate de umiditate din Marea Mediterană și sunt astfel mai fertile și mai populate decât pantele estice. Râul Orontes curge spre nord de-a lungul lanțului de pe marginea sa de est în valea Ghab, un șanț  longitudinal de 64 kilometri (40 mi), și apoi în jurul marginii nordice a intervalului pentru a se scurge în Marea Mediterană. La sud de Masyaf există o mare falie de alunecare de la nord-est-sud-vest care separă Muntele An-Nusayriyah de Munții Libanului de coastă și Munții Antiliban din Liban, într-o caracteristică cunoscută sub numele de Homs Gap.
Între 1920 și 1936, munții au format părți ale frontierei estice a statului alawit în cadrul mandatului francez pentru Siria și Liban.